# Замок Красицких
Замок Красицких в Красичине, неподалёку от Пшемысля строился польскими магнатами Станиславом и Мартином Красицкими по проекту итальянского архитектора Галлеацо Аппиани с 1598 по 1633 годы в стиле эпохи позднего Возрождения. По углам стен расположены четыре круглые башни с традиционными для этой части Европы наружными росписями — сграффито. В замке, во времена его великолепия, побывали короли Сигизмунд III Ваза, Владислав IV, Ян Казимир и Август II.
В 1835 дворец выкупил австрийский государственный деятель Лев Людвик Сапега. Поместье принадлежало Сапегам до Второй мировой войны, в начале которой было разграблено советскими солдатами.
Проведенные в последние годы кропотливая работа реконструкция привела к созданию на замок и парковый комплекс в Красичине, современной размещения туристов, гостиницы и питания. В настоящее время рассматривается вопрос о включении дворцово-паркового ансамбля в Красичине в число памятников Всемирного наследия.